# PhpWiki
PhpWiki ist ein PHP-Klon des Original-WikiWikiWeb. Es ist das erste Wiki, das in PHP geschrieben wurde.
WikiWikiWeb ist die erste freie Wiki-Software, mit der die erste Wiki-Website realisiert wurde, bei der jedermann die einzelnen Seiten mittels eines HTML-Formulars editieren kann.
Aufgrund seiner Struktur ist PhpWiki vor allem für kleinere Projekte geeignet.

## Geschichte
Die Entwicklung an PhpWiki begann im Dezember 1999 und wurde von Steve Wainstead durchgeführt. Die erste Version basierte auf PHP 3.x und lief nur auf einer DBM-Datenbank. PhpWiki war die erste vollständige Reimplementierung des WikiWikiWeb von Ward Cunningham.
Im Jahre 2000 veröffentlichte Arno Hollosi eine neue Version von PhpWiki, die nun auch mit MySQL-Datenbanken funktionierte. In dieser Version wurden auch alle wesentlichen Formatierungsfunktionen implementiert.
Jeff Dairiki leitete das Projekt in den darauf folgenden Jahren, nachdem sich Arno Hollosi aus der Entwicklung zurückgezogen hatte.
Reini Urban, Carsten Klapp und Joel Uckerman waren die Hauptentwickler.